# Daniel Boone National Forest
Der Daniel Boone National Forest ist ein unter der Verwaltung des United States Forest Service stehender Nationalforst im östlichen Teil des US-Bundesstaats Kentucky. Er hat eine Gesamtfläche von zirka 2800 km² und umfasst damit rund fünf Prozent von Kentuckys Waldfläche. Das Waldgebiet erstreckt sich über 21 Countys des Staates; von Rowan County im Norden bis McCreary County im Süden. Die zum Daniel Boone National Forest gehörenden Ländereien befinden sich zum Teil in staatlichen, zum Teil in privatem Besitz.

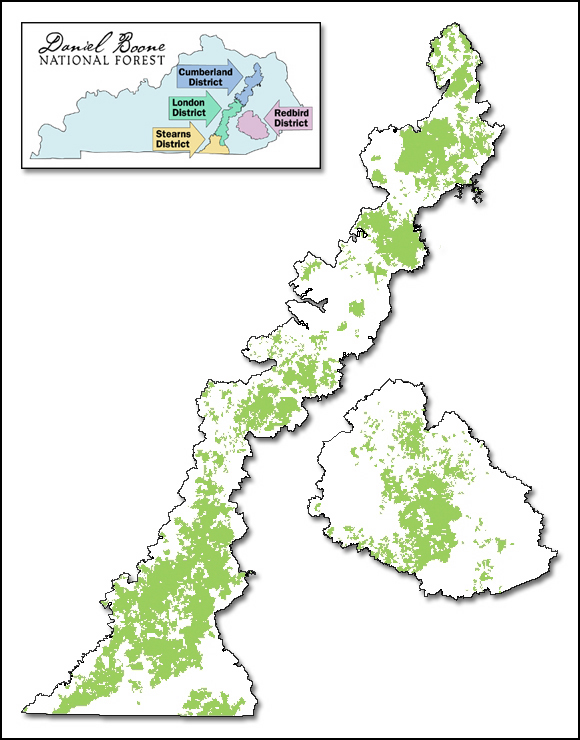
Übersichtskarte; in grün Flächen im Besitz des United States Forest Service, Rest Privatbesitz

Der Daniel Boone National Forest ist in sechs Bezirke aufgeteilt, wobei fünf dieser Bezirke – von Nord nach Süd sind dies Morehead, Stanton, London, Somerset und Stearns – ein zusammenhängendes Gebiet bilden. Der sechste ist der im Jahr 1965 hinzugekaufte Redbird-Bezirk, der östlich der anderen Bezirke ein abgetrenntes Areal darstellt. Der Nationalforst ist durch die Verbindung von naturbelassener Wildnis einerseits und gut ausgebauter touristischer Infrastruktur andererseits ein beliebtes Ausflugsgebiet und gehört mit über 5.000.000 Besuchern im Jahr zu den meistbesuchten Wäldern des US-amerikanischen Südens. Er bietet unter anderem zahlreiche Freizeit- und Erholungsmöglichkeiten für Camper, Wanderer, Bergsteiger, Angler und Jäger.

## Geschichte
Der nach dem US-amerikanischen Nationalhelden Daniel Boone benannte Nationalwald wurde im Jahr 1937 gegründet. Er hieß zunächst Cumberland National Forest, nach dem
Cumberland River, der durch das Gebiet fließt. 1965 erweiterte man die Fläche des Daniel Boone National Forest durch den Kauf des Redbird-Distrikts. Die Umbenennung des Nationalwalds erfolgte 1966 durch den damaligen US-Präsidenten Lyndon B. Johnson.

## Terrain

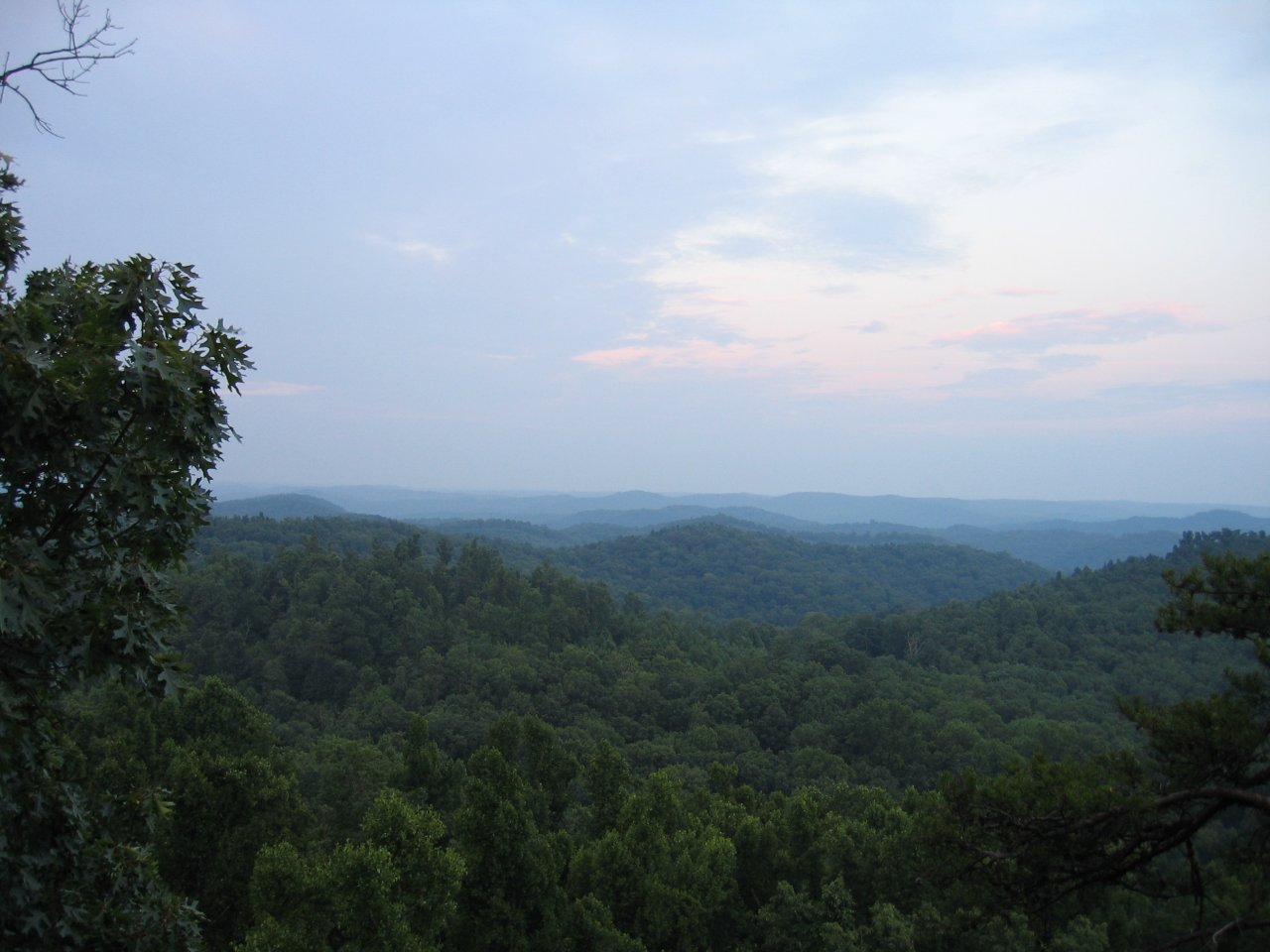
Daniel Boone National Forest Tater Knob

Bewaldete Bergkämme, schmale Täler, Wasserfälle und steile Sandsteinkliffs entlang der Flussläufe prägen das Bild des Daniel Boone National Forest. Der Nationalwald beherbergt zwei größere, künstlich angelegte, Seen, den Cave Run Lake und den Laurel River Lake. Der Red River, der Cumberland River, der Rockcastle River und der Big South Fork River fließen durch das Gebiet.
Im Stanton-Bezirk Daniel Boone National Forest befindet sich die Red River Gorge, eine durch Erosion geschaffene Schlucht des Red Rivers. 
Eines der bekanntesten Naturmonumente im Daniel Boone National Forest ist der National Arch, eine von natürlicher Erosion geschaffene 20 m hohe und 23 m breite Felsformation, die sich im Somerset-Bezirk über einem Waldgebiet in Bogenform erhebt.
Sehenswert sind auch die an den Nationalforst grenzenden Cumberland Falls im gleichnamigen State Park.

## Bedrohungen für den Wald

### Wirtschaftliche Nutzung
Im Gegensatz zu den Nationalparks ist die wirtschaftliche Nutzung der National Forests grundsätzlich gestattet und wird zum Teil von staatlicher Seite auch gefördert. Obwohl ursprünglich mit dem Ziel errichtet, die Natur zu bewahren, besteht deshalb ständig die Gefahr der Zerstörung größerer Gebiete, denn momentan sind fast 90 % des Daniel Boone National Forest als mögliches Gebiete für Nutzung durch die Holzwirtschaft ausgewiesen.

### Schädlinge
Wie viele Wälder im Süden der USA, ist auch der Daniel Boone National Forest durch den Southern Pine Beetle (Dendroctonus frontalis Zimmermann) bedroht. Dieser Käfer vermehrte sich in den letzten Jahren stark und befiel große Waldflächen.